# Dana Simpson
Pour les articles homonymes, voir Simpson.
Dana Claire Simpson est une dessinatrice américaine, mieux connue en tant que créatrice de la bande dessinée Lucie et sa licorne (en) , ainsi que de la bande dessinée en ligne, Ozy and Millie. Parmi les autres œuvres créées par Simpson, on peut citer le dessin animé de commentaire politique I Drew This et la bande dessinée Raine Dog. 

## Jeunesse
Simpson est née à Pullman, dans l'État de Washington sous le nom de David Craig (DC) Simpson, puis passe la majeure partie de sa vie dans la région de Seattle. Elle est diplômée du Evergreen State College. 
Alors qu'elle a une vingtaine d'années, elle transitionne MtF et prend le nom de Dana Claire Simpson. Elle vit à Santa Barbara en Californie avec son mari David Brodbeck. 

## Carrière
Simpson se considère comme une artiste dès son plus jeune âge et dessine des bandes dessinées dès l'âge de cinq ans dans le cadre de la création de son propre journal maison,. En grandissant, elle s'inspire des Peanuts, The Simpsons et Pogo,. 

### Ozy et Millie
Alors qu'elle est étudiante à Evergreen, elle est finaliste pour le Scripps-Howard Foundation Charles M. Schulz College Cartoonist Award en 1998, et remporte le College Media Advisers award de la meilleure bande dessinée l'année suivante. 
Le webcomic Ozy and Millie, la première bande dessinée publiée par Simpson (sous le nom de David Craig Simpson) commence à paraître régulièrement en 1998 alors qu'elle fréquente l'Université d'État de Washington en tant qu'étudiante diplômée. La bande est centrée sur Ozy (un renard arctique) et Millie (un renard roux), alors qu’eux-mêmes et leurs amis s’occupent des problèmes quotidiens de l’école élémentaire et de situations plus surréalistes. Ozy et Millie reçoit en 1999 le College Media Advisers award de la meilleure bande dessinée, le Web Cartoonists' Choice Awards (en) 2002 de la meilleure bande dessinée anthropomorphique et le Prix Ursa Major du Meilleur travail anthropomorphique hors catégorie en 2002 et du Meilleur titre humoristique anthropomorphique en 2006 et 2007. Simpson continue la bande dessinée pendant dix ans en tentant de chercher une syndication pour le titre, mais n'obtient aucun accord. Le dernier strip est publié le 23 décembre 2008.

### I Drew This
La deuxième bande dessinée publiée par Simpson, I Drew This, traite principalement de politique et admet fièrement son orientation libérale. C'est un peu autobiographique, en ce que l'un des personnages principaux est l'auteur (l'autre est Joe, l'aigle libéral) et qu'il s'intéresse principalement à la propre réflexion de l'auteur. I Drew This commence sa vie dans le Daily Evergreen de l’Université d’État de Washington en janvier 2004, alors que Simpson suit des études supérieures. Comme Ozy et Millie, cette bande dessinée est diffusée sur le portail de webcomics Keenspot à partir de novembre 2006. Certains strips sont aussi inclus dans le troisième tome d'Attitude: The New Subversive Cartoonists (en). L'édition du 16 mai 2005, « Teaching Gravity », comporte la première référence à la théorie de la chute intelligente. 
Le 16 janvier 2009, Simpson publie la première page de Raine Dog, un roman graphique qui suit un chien anthropomorphe vivant parmi des humains avec d’autres chiens d’habitation récemment libérés. La mise à jour la plus récente date de janvier 2010. 

### Lucie et sa licorne
Après la fin d'Ozy et Millie, Simpson fournit des illustrations pour des livres pour enfants. Elle soumet également une nouvelle idée de bande dessinée au concours « Comic Strip Superstar » d’Amazon en 2009, intitulé Girl, où elle est choisie comme lauréate et reçoit un contrat de publication avec Andrews McMeel Publishing,. Girl est centré sur une fille anonyme avec une imagination débordante qui interagit avec des créatures de la forêt. Le lancement de la bande dessinée est un peu retardé ; Selon Simpson, cela est imposé par le syndicat en raison de sa réticence à lancer deux bandes « d'animaux parlants » en même temps, ainsi que de sa demande de modifications ultérieures. Simpson note également qu'elle n'a qu'un nombre limité de strip de Girl de prêt et qu'elle a besoin de plus de temps pour en dessiner plus. 
Pendant ce temps, Simpson dessine une histoire de Girl avec une licorne.  Peu de temps après, Simpson se rend que la licorne est un personnage indispensable pour la rendre sa bd comique. Girl est alors complètement réaménagée et ré-imaginée sous le nom de Heavenly Nostrils, une fillette de neuf ans nommée Lucie (Phoebe en version originale et qui est essentiellement le même personnage que Girl) qui tombe sur une licorne magique nommée Rosemarie de Céleste Museau (Marigold Heavenly Nostrils en version originale) qui est absorbée par son reflet dans un étang ; Lucie la frappe accidentellement avec un caillou rompant ainsi le sortilège et, dans le cadre d'un souhait que Rosemarie lui accorde, Lucie lui demande de devenir sa meilleure amie. 
Heavenly Nostrils doit faire ses débuts sur GoComics le 23 avril 2012, mais est mise en ligne le 22 avril. La BD est tirée à 100 exemplaires papier à compter du 30 mars 2015 ; le titre est changé pour Lucie et sa licorne lors de l'impression,. 
Au sein de la bande dessinée, Simpson s’inspire de sa propre vie. Lucie elle-même est vaguement basée sur la propre personnalité de Simpson. Le meilleur ami de Lucie, Max, est basé sur le mari de Simpson, David. Dakota, une camarade de classe de Lucie qui la taquine jusqu’à ce qu’elle apprenne pour la licorne, est une fusion de plusieurs étudiants qui ont causé des ennuis à Simpson quand elle était plus jeune, mais intègre également des éléments de sa sœur cadette Nicole. Emily et Ethan, les parents de Lucie, sont basés sur les amis de Simpson qui sont devenus parents, mais « ce sont toujours les mêmes personnes étranges qu'ils étaient avant d'avoir des enfants ». Rosemarie est partiellement inspiré du personnage de licorne de l’œuvre La Dernière Licorne de Peter S. Beagle. Son nom original, Marigold, est basé sur les résultats de l'utilisation du nom propre de Simpson dans un générateur de nom de licorne en ligne. 
La bande dessinée est favorablement comparée à Calvin & Hobbes avec une inclinaison féminine,,. Contrairement à Calvin & Hobbes, où le personnage d'Hobbes n’est qu’un tigre en peluche que Calvin imagine vivant, la licorne est une créature vivante dans le monde de Lucie, mais se cache sous un « Filtre de Platitude » qui la fait paraître banale aux yeux des autres personnages. 

## Œuvres
- Phoebe and Her Unicorn: The Heavenly Nostrils Chronicles (2014)traduit en français sous le titre Lucie et sa licorne
- Unicorn on a Roll: Another Phoebe and Her Unicorn Adventure (2015)traduit en français sous le titre Lucie et sa licorne : Comme sur des roulettes !
- Unicorn vs. Goblins: Another Phoebe and Her Unicorn Adventure  (2016)traduit en français sous le titre Lucie et sa licorne : Licorne contre gobelins
- Razzle Dazzle Unicorn: Another Phoebe and Her Unicorn Adventure (2016)traduit en français sous le titre Lucie et sa licorne : Paillettes et poudre aux yeux
- Unicorn Crossing: Another Phoebe and Her Unicorn Adventure (2017)

- Rainy Day Unicorn Fun: A Phoebe and Her Unicorn Activity Book (19 septembre 2017)
- Phoebe and Her Unicorn in The Magic Storm (roman graphique, 17 octobre 2017)

## Récompenses
- College Media Advisers 1999 : Meilleur bande dessinée[9] pour Ozy et Millie
- Washington State Book Award, Prix du livre pour enfants Scandiuzzi, 2015 : Livres pour lecteurs moyens (de 9 à 12 ans)[26] pour Lucie et sa licorne
- Prix de l'Association des libraires du nord-ouest du Pacifique[27] pour la Lucie et sa licorne : Comme sur des roulettes !